# روان هيندريكس
روان هيندريكس (بالإنجليزية: Rowan Hendricks)‏ هو لاعب كرة قدم جنوب أفريقي في مركز الوسط، ولد في 15 نوفمبر 1979 في كيب تاون في جنوب أفريقيا. شارك مع منتخب جنوب أفريقيا لكرة القدم. أما مع النوادي، فقد لعب مع آينتراخت فرانكفورت وأياكس كيب تاون وسوبر سبورت يونايتد ونادي روستوف.

## وصلات خارجية
- روان هيندريكس على موقع قاعدة بيانات كرة القدم.إي يو (الإنجليزية)
- روان هيندريكس على موقع ناشيونال فوتبول تيمز (الإنجليزية)